# Grace Hyland
Grace Elizabeth Stevenson, conocida profesionalmente como Grace Hyland, es una personalidad australiana de Internet y activista de los derechos LGBTQ. Hyland saltó a la fama en la plataforma de redes sociales TikTok y también ha conseguido un gran número de seguidores en Instagram y Onlyfans. Es hija del actor de televisión Mat Stevenson.

## Biografía
Hyland es hija del actor australiano Mat Stevenson, quien protagonizó la serie de televisión Home and Away como Adam Cameron . Cuando Hyland tenía doce años, le reveló a su familia que era transgénero; primero a su madrastra y luego a su padre, madre y hermana. Hyland, defensora de los bloqueadores hormonales para jóvenes transgénero, afirmó que fue a una clínica de género durante un año antes de que le permitieran comenzar la terapia de reemplazo hormonal.  Cambió públicamente su nombre a Grace cuando tenía catorce años.  
En 2020, Hyland acumuló un gran número de seguidores en las redes sociales, con 575.000 seguidores en TikTok y 145.000 en Instagram, donde sube videos sobre la vida como mujer transgénero. Utiliza su plataforma en línea para abordar cuestiones relacionadas con las personas transgénero y responder preguntas sobre las experiencias de las personas transgénero. En enero de 2021, Hyland y su padre aparecieron en The Sunday Project para hablar sobre sus experiencias y los problemas que enfrentan las personas transgénero en Australia.   Hyland es una aspirante a actriz y afirmó que le gustaría interpretar a un personaje transgénero en una serie de televisión.  

## Vida privada
Ella es una hindú practicante. 